# Referèndum sobre l'estatus de Puerto Rico de 2017

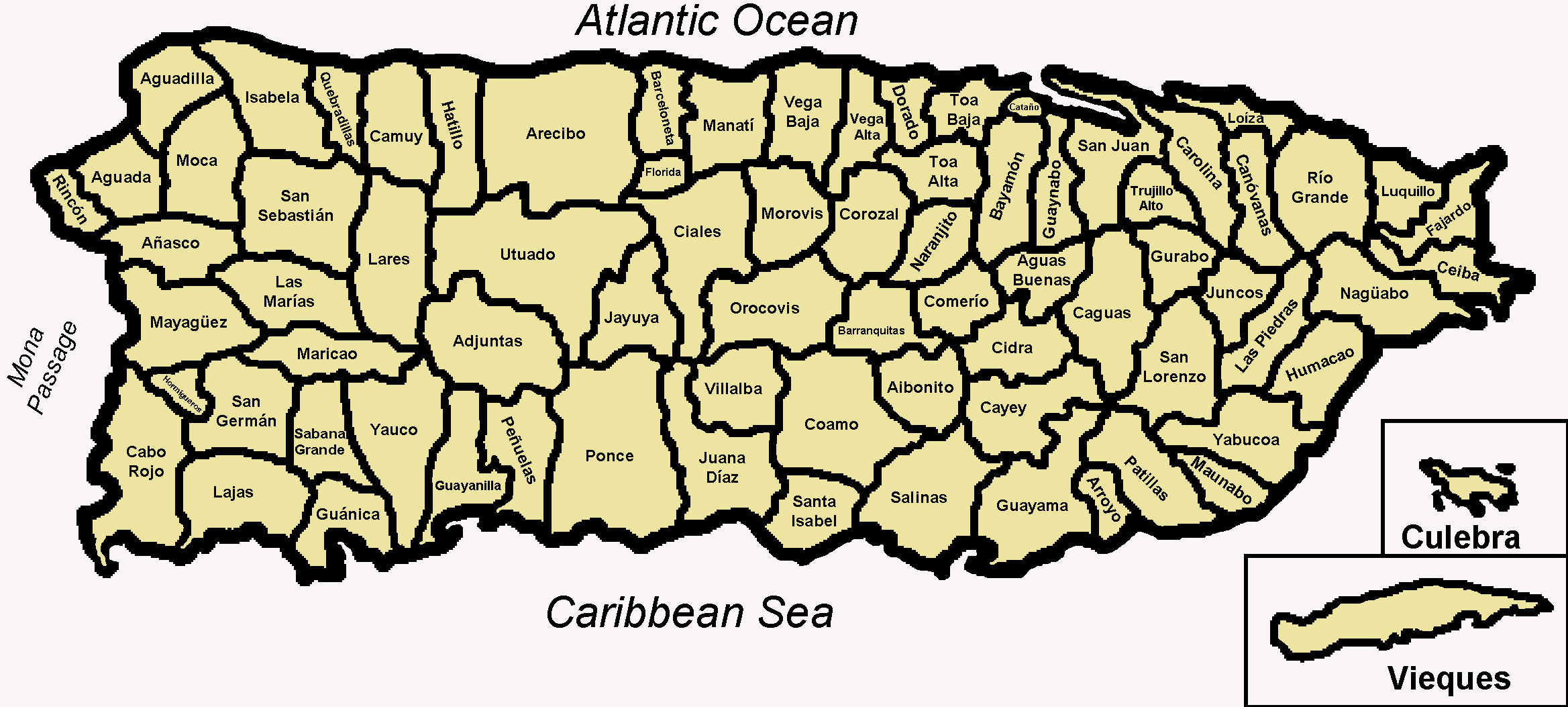
Mapa de les 78 municipalitats de Puerto Rico

El Referèndum sobre l'estatus de Puerto Rico de 2017 es va celebrar l'11 de juny de 2017, Puerto Rico va celebrar un referèndum sobre el seu estatus polític en relació amb els Estats Units. El referèndum comptava amb tres opcions: ésser un estat dels Estats Units, independència/associació lliure o mantenir l'estatus territorial actual. Amb una participació excepcionalment baixa del 23% (on la participació ronda habitualment el 80%), un 97% dels votants van escollir ésser l'estat número 51 dels Estats Units. La baixa participació es deu principalment al boicot promogut sobretot pel Partit Popular Democràtic, que defensa l'statu quo actual.
Quatre referèndums s'han realitzat a l'illa per decidir en el seu estatus polític, l'anterior l'any 2012. Puerto Rico no ha estat incorporat al territori dels Estats Units des de la Guerra hispano-estatunidenca l'any 1898. Als ciutadans portoriquenys se'ls va concedir la ciutadania dels EUA el 1917.

## Antecedents
L'any 1898 Espanya va cedir Puerto Rico als Estats Units com a part de la  Tractat de París un cop finalitzada la Guerra hispano-estatunidenca. Des de llavors, l'illa ha estat un  territori no incorporat dels Estats Units. A causa d'aquesta condició territorial, l'illa no és ni un estat dels Estats Units ni un estat sobirà. Tot i que l'any 1917 se'ls va concedir la ciutadania dels Estats Units, amb la llei Jones-Shafroth, els ciutadans americans que resideixen a l'illa no poden votar pel President dels Estats Units (el seu cap de govern) ni per un legislador al Congrés amb poders de vot, tot i que el govern federal dels Estats Units pot legislar a l'illa. A més, per la seva condició política, els Estats Units té plena autoritat sobre la política exterior de Puerto Rico.
La legislació que aprova el referèndum va ser aprovada pel Senat de Puerto Rico el 26 de gener de 2017, controlat pel Partit Nou Progressista (PNP) que advoca perquè Puerto Rico es converteixi un estat dels Estats Units. El plebiscit va aprovar-se amb esmenes a la Cambra de Representants de Puerto Rico, controlada pel PNP, el 31 de gener. Les esmenes van ser aprovades al Senat per posteriorment signar-se la llei de convocació del referèndum pel governador Ricardo Rosselló (PNP) el 3 de febrer de 2017.
Inicialment, el referèndum només havia de tenir les opcions d'integració en forma d'estat als Estats Units i l'opció binària "independència / associació lliure", però una carta de l'administració Trump va recomanar afegir la Commonwealth, la situació actual, en el plebiscit. Aquesta opció havia estat eliminada d'aquest plebiscit degut als resultats obtinguts en el referèndum de 2012, en què es preguntava si Puerto Rico havia de mantenir l'estat actual o no, guanyant el "No". No obstant això, l'administració Trump, citant canvis en la demografia durant els darrers 5 anys, va instar a afegir l'opció. Aquestes esmenes del Departament de Justícia dels Estats Units van ser aprovades pel Senat de Puerto Rico i es va afegir aquesta tercera opció.
Els diferents plebiscits anteriors amb les tres opcions s'han traduït en una estreta cursa entre la condició d'Estat 51 i la Commonwealth, però amb cap de les dues opcions arribant al 50% de vots. Per abordar la problemàtica, el Congrés de Puerto Rico ha discutit fer una segona ronda amb les dues opcions guanyadores del primer plebiscit, però cap govern ha discutit la possibilitat de realitzar-ho.

### Referèndums anteriors
Fins a la data, es van celebrar referèndums els anys 1967, 1993, 1998 i 2012. Al referèndum de l'any 2012 sobre l'estatuts de l'illa respecte dels Estats Units, els votants se'ls va demanar contestar a dues preguntes:
- Si estaven d'acord a continuar amb l'estatus territorial de Puerto Rico.

- Indicar l'estatus polític que preferien a partir de tres possibilitats: (1) Estat dels Estats Units, (2) Independència o (3) Nació sobirana en lliure associació amb els Estats Units.

Els resultats a la primera pregunta, un 54% va votar "No", per tant, es va rebutjar mantenir l'estatus polític del moment, mentre que un 46% va votar "Sí", per mantenir-lo. A la segona pregunta, un 61,11% va triar la condició d'annexió com a estat número 51 dels Estats Units, un 33,34% va optar per l'associació lliure, mentre que només un 5,55% va optar per la independència absoluta.
A causa dels gairebé 500.000 vots en blanc en el referèndum de 2012, creant confusió quant a la veritable voluntat dels electors, el Congrés va decidir passar per alt el plebiscit i la Cambra de Representants dels Estats Units va proporcionar fons per a la celebració d'una cinquena votació en el futur.

## Opcions
El referèndum de 2017 va oferir tres opcions: Estat dels Estats Units, independència / lliure associació i l'estatus territorial actual. En el cas d'una majoria en l'opció "Independència / associació lliure", s'hauria realitzat una segona votació per determinar la preferència entre ambdues.
Integració total als Estats Units: aquesta opció donaria a Puerto Rico dret a vot en les diferents eleccions estatunidenques, així com representació al Congrés, cosa que segons els defensors d'aquesta opció, aconseguiria paritat per a Puerto Rico en l'assignació dels fons federals (10.000 milions de dòlars addicionals anuals). Això, però, també implicaria que Puerto Rico hauria de pagar l'Income tax. Finalment, Puerto Rico perdria la seva representació única en el món de l'esport.
Independència: aquesta opció donaria a Puerto Rico seva pròpia sobirania. Seria la primera vegada que Puerto Rico recuperaria la seva sobirania des que va ser envaït i colonitzat per Espanya l'any 1492 i després pels Estats Units el 1898. Així doncs, l'illa recuperaria el poder de legislació sobre el comerç internacional, la defensa, la moneda, la ciutadania o el deute (actualment Puerto Rico es troba en situació de fallida).
Associació Lliure: El Grup de Treball de la Casa Blanca sobre Puerto Rico ofereix els següents detalls sobre l'associació lliure:
| « | Lliure Associació és un tipus d'independència. Un Tractat de Lliure Associació establiria un acord mutu de reconèixer que els Estats Units i Puerto Rico estan estretament vinculats de manera específica. […] la sobirania nacional resideix en els ciutadans de cada país i de les dues nacions poden trencar unilateralment l'associació." | » |

El Tractat de Lliure Associació podria cobrir temes com el paper dels militars dels EUA a Puerto Rico, l'ús del dólar, el lliure comerç entre les dues entitats i/o l'obtenció de la nacionalitat estatunidenca per part dels portoriquenys.
Estat Lliure Associat: és l'estatus actual. La sobirania de Puerto Rico emana del Congrés de Puerto Rico. Les principals característiques d'aquest estatus són:
- Els ciutadans obtenen la nacionalitat estatunidenca de naixement.
- Puerto Rico paga Payroll Taxes però no Income Tax, com a nivell federal.
- La defensa és garantida per les forces armades dels Estats Units.
- El dòlar és la moneda oficial.
- Puerto Rico manté representació independent en els esports.
- Els ciutadans poden votar a les primàries però no en les eleccions generals.
- Puerto Rico envia un comissionat resident al Congrés dels Estats Units que té veu però no vot.

## Resultats
Resultats electorals amb un 99,48% dels vots escrutats (4563 col·legis reportats de 4587).
| Opció                                                             | Vots      | %      |
| ----------------------------------------------------------------- | --------- | ------ |
| Integració total                                                  | 502.616   | 97,18% |
| Independència / Associació Lliure                                 | 7.779     | 1,50%  |
| Estatus Actual                                                    | 6.821     | 1,32%  |
| Vots vàlids                                                       | 517.216   | 99,81% |
| Vots nuls o en blanc                                              | 984       | 0,19%  |
| Total vots                                                        | 518.199   | 100%   |
| Votants cridats a les urnes                                       | 2.260.804 | 22,92% |
| Font: Plebiscito para la Descolonización Inmediata de Puerto Rico |           |        |